# 1931–1932-es Európa-kupa
Az 1931–1932-es Európa-kupa az Európa-kupa történetének második kiírása volt. A sorozatban Ausztria, Csehszlovákia, Magyarország, Olaszország és Svájc válogatottjai képviseltették magukat. 
A kupát az osztrák labdarúgó-válogatott nyerte el, története során első alkalommal.

## A végeredmény
| Csapat        | M | Gy | D | V | Rg | Kg | Át   | P  |
| ------------- | - | -- | - | - | -- | -- | ---- | -- |
| Ausztria      | 8 | 4  | 3 | 1 | 19 | 9  | 2.11 | 11 |
| Olaszország   | 8 | 3  | 3 | 2 | 14 | 11 | 1.23 | 9  |
| Magyarország  | 8 | 2  | 4 | 2 | 17 | 15 | 1.13 | 8  |
| Csehszlovákia | 8 | 2  | 3 | 3 | 18 | 19 | 0.95 | 7  |
| Svájc         | 8 | 2  | 1 | 5 | 16 | 30 | 0.53 | 5  |

## Kereszttáblázat
|               | AUS | CSE | MAG | OLA | SVÁ |
| ------------- | --- | --- | --- | --- | --- |
| Ausztria      | XXX | 2-1 | 0-0 | 2-1 | 3-1 |
| Csehszlovákia | 1-1 | XXX | 3-3 | 2-1 | 7-3 |
| Magyarország  | 2-2 | 2-1 | XXX | 1-1 | 6-2 |
| Olaszország   | 2-1 | 2-2 | 3-2 | XXX | 3-0 |
| Svájc         | 1-8 | 5-1 | 3-1 | 1-1 | XXX |

## Díjak
| 1931–1932-es Európa-kupa bajnoka: |
| --------------------------------- |
| AUSZTRIA 1. cím                   |

## Gólszerzők
| 8 gólos - Avar István 7 gólos - František Svoboda 6 gólos - André Abegglen 5 gólos - Anton Schall 4 gólos - Matthias Sindelar - Max Abegglen 3 gólos - Karl Zischek - Karel Bejbl - Vojtěch Bradáč - Francisco Fedullo Öngól - Weiler (Magyarország ellen) - (angolul) |